# Cerastium decalvans
Espèce
Classification phylogénétique
Cerastium decalvans est une plante appartenant à la famille des Caryophyllaceae.